# Taxithelium levieri
Taxithelium levieri är en bladmossart som beskrevs av Brotherus 1925. Taxithelium levieri ingår i släktet Taxithelium och familjen Sematophyllaceae. Inga underarter finns listade i Catalogue of Life.